# Mondo Topless
Mondo Topless és un fals documental de 1966 dirigit per Russ Meyer, amb Babette Bardot i Lorna Maitland entre d'altres. Va ser la primera pel·lícula en color de Meyer després d'una sèrie de "roughie nudies" en blanc i negre, inclosa Faster, Pussycat! Kill! Kill! Tot i que és una pel·lícula de sexplotació senzilla, la pel·lícula té un cert deute amb les tradicions de la nouvelle vague francesa i el cinéma vérité, i és coneguda amb alguns títol com Mondo Girls' i 'Mondo Top.
El seu lema: "Dos per un home... Les belleses tetones de Russ Meyer... Titilant... Tòrrid... Insuperable... Massa per a un home!"
La pel·lícula va ser prohibida a Finlàndia.

## Trama
La pel·lícula presenta una instantània de San Francisco dels anys 60 abans de centrar-se en les strippers. Les vides de les strippers són retratades seriosament mentre revelen la realitat del dia a dia del treball sexual, parlen de talles de sostenidors, relacionen les seves preferències en homes, tot plegat mentre ballen en topless amb una banda sonora de rock instrumental dels anys 60. Al llarg d'una gran part de la pel·lícula, el narrador parla de les dones com si fossin un subgènere del moviment de la contracultura, una mica semblant als moviments beatnik o hippie que van ser molt apreciada durant la mateixa època. El moviment "Topless" com l'anomena el narrador també es podria percebre com un subconjunt al·legòric de la revolució sexual dels anys 60.

## Repartiment
- Babette Bardot com Bouncy
- Pat Barrington com ella mateixa (com a Pat Barringer)
- Sin Lenee com a Lucious
- Darlene Gray com a Buxotic
- Diane Young com a Yummy
- Darla Paris com a Delicious
- Donna X com Xciting
- Veronique Gabriel com a ella mateixa (metratge d'Europe in the Raw)
- Greta Thorwald com ella mateixa (metratge d'Europe in the Raw)
- Denice Duval com ella mateixa (metratge d'Europe in the Raw)
- Abundavita com ella mateixa (metratge d'Europe in the Raw)
- Heide Richter com ella mateixa (metratge d'Europe in the Raw)
- Gigi La Touche com ella mateixa (metratge d'Europe in the Raw)
- Yvette Le Grand com ella mateixa (metratge d'Europe in the Raw)
- Lorna Maitland com ella mateixa (imatges de la prova de pantalla de Lorna)

## Producció
Meyer va fer la pel·lícula després del seu "període gòtic": quatre pel·lícules dramàtiques que va fer en blanc i negre, començant per Lorna i passant per Faster, Pussycat! Kill! Kill!. Va ser rodat per treure profit del "boom topless" de San Francisco dels anys 60.

## Tradició documental
El títol Mondo Topless deriva de la sèrie de pel·lícules mondo de principis dels anys 60. La primera i el més reeixit d'ells va ser Mondo Cane (A Dog's World). L'objectiu d'aquestes pel·lícules era eludir les lleis de censura presentant material tant sexual com gràficament violent en format documental.
Mondo Topless comparteix algunes similituds estilístiques amb l'esforç col·laboratiu de Jean-Luc Godard, Le plus vieux métier du monde (El comerç més antic del món). Mondo Topless, com la majoria de les altres pel·lícules de Meyer, es va inspirar gran part de les actituds europees més relaxades cap al sexe, i va ser seguida per una sèrie d'imitadors.

## Recepció
L'autor Jimmy McDonogh va escriure més tard: "Com s'ha de prendre aquesta pel·lícula? Una magnificació intensa d'una mitologia sexual completament negativa? O només un dron frenètic, una meditació implacable sobre el no-res que Pat Barringer, el ballarí de la torre elèctrica, millor expressa amb paraules: 'Tot el que estàs fent és un ball, no té cap sentit...'"
Roger Ebert va escriure Mondo Topless "és d'alguna manera una pel·lícula força interessant, sobretot per la llum que arrossega sobre l'actitud de Meyer envers les seves actrius de bust gran", que inclou principalment "ballarines en topless en situacions incongruents... La l'interès real de la pel·lícula està en la seva banda sonora, que consisteix en entrevistes gravades en cinta amb les ballarines. Parlen dels perills i els avantatges de tenir el pit gran. Sembla que hi ha alguna cosa subtilment sàdica; Meyer està fotografiant simultàniament les noies a causa de les seves dimensions, i enregistrant-les mentre es queixen dels seus problemes ("He de tenir uns sostenidors fets a mida"). Això configura una mena de tira psicològica de Mobius, i la trobada entre els visuals i les paraules a Mondo Topless' ' crea el tipus de tensió documental que Larry Rivers buscava a Tits."
La policia va atacar un cinema a Cincinnati on s'estava projectant la pel·lícula.